# 1-甲基组胺
1-甲基组胺是一种有机化合物，化学式为C6H11N3。它可由2-甲基-7,8-二氢咪唑并[1,5-c]嘧啶鎓-5(6H)-酮的盐类的酸解得到。它的锂化反应（BuLi）发生在C-2位；它和三甲基氯硅烷在三乙胺存在下于二氯甲烷中反应，可以得到N,N-二(三甲基硅基)-1-甲基组胺。